# Будинок Фортеза-Рея

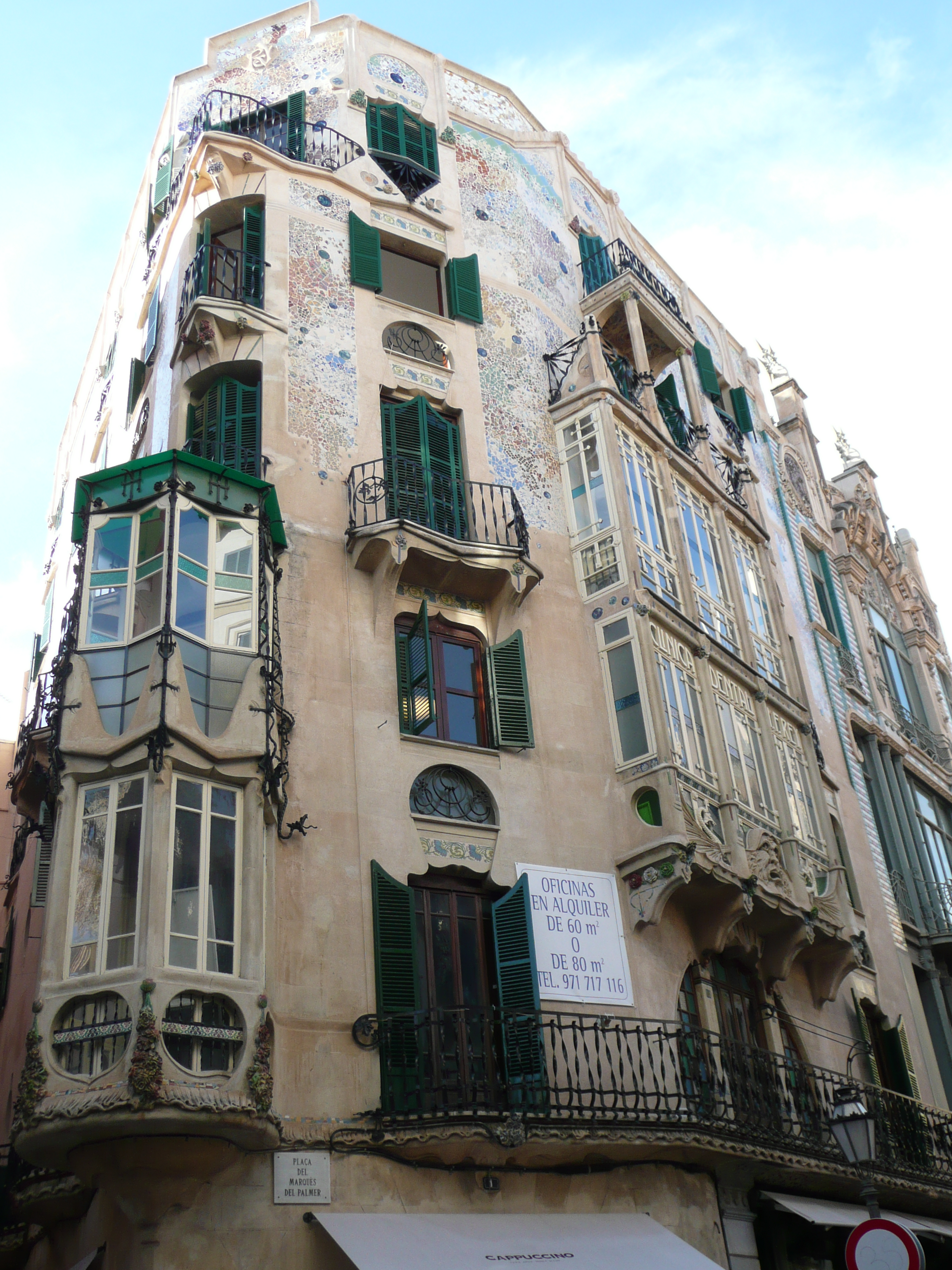
Будинок Фортеза-Рея (1909) у м. Пальма

Кан-Фортеза-Рей або Будинок Фортеза-Рея (кат. Casa Forteza Rey) — будинок, розташований по калле-Монжес, 2 у м. Пальма (Іспанія). З 1990 року має статус об'єкта культурного інтересу (BIC).
Будівля зведена в 1909 році в стилі каталонського модерну за проектом архітектора Льюїса Фортеза-Рея (1883–1920), золотаря і ювеліра, який і був його власником. Фортеза-Рей був під впливом мистецтва модерну, що відобразилось на його роботі.
Споруда — 5-ти поверховий багатоквартирний житловий будинок. Фасад прикрашений декоративними елементами, що зображують мотиви рослин і тварин, зокрема, за допомогою багатокольорової плитки у техніці «тренкадіс». Серед цих мотивів виділяється гротескне обличчя, у супроводі двох крилатих драконів на другому поверсі. 
Будинок Фортеза-Рея має схожість з будинком Бальо та парком Гуеля роботи Антоніо Гауді. Фортеза-Рея, ймовірно, був знайомий з Гауді та консультувався з ним з приводу дизайну свого проекту, оскільки його батько, Жузеп Фортеза-Рея, був золотарем у Пальмському соборі, у той час, коли Гауді перебував на Мальорці у 1904–1914 роках, де проводив реконструкцію собору.